# Microsoft Office
Microsoft Office je zbirka pisarniških programov (pisarniška zbirka), ki jih razvija in trži podjetje Microsoft na Windows in Macintosh platformi. Njeno ime je zaradi razširjenosti postalo generično ime za pisarniške zbirke na sploh, čemur recimo sledi tudi ime odprtokodne pisarniške zbirke LibreOffice oz. OnlyOffice. Microsoftova pisarniška zbirka se je prvič pojavila v zgodnjih devetdesetih. Njena prva izdaja je v osnovni različici vsebovala le tri programe in sicer urejevalnik besedil Word, program za preglednice Excel in program za predstavitve Powerpoint, v dražji različici, namenjeni za poslovne uporabnike, pa še program za upravljanje z zbirkami podatkov Microsoft Access in Schedule plus (Microsoft Outlook, kot sedaj najbolj razširjen program za organiziranje opravil in odjemalec elektronske pošte, takrat še ni obstajal). Microsoft je sčasoma uvedel OLE integracijo podatkov in Microsoft Visual Basic kot skriptni jezik aplikacij. Microsoftov Office je trenutno najbolj razširjena zbirka pisarniških programov na svetu in predstavlja de facto standard, čeprav se ji manjša tržni delež zaradi odprtokodnih alternativ npr. LibreOffice in Google Workspace.

## Glavni programi Microsoft Office

### Microsoft Word
Microsoft Word je urejevalnik besedil in je del pisarniške zbirke Microsoft Office-a. Zaradi razširjenosti predstavlja Wordov format zapisa besedila, ki ga poznamo po podaljšku .doc de facto standard med zapisi besedil, čeprav novejše verzije Word-a omogočajo tudi zapis besedila v Microsoftovi različici XML, ki za razliko od standardne različice XML ni povsem odprta. Glavni tekmeci Worda so LibreOffice Writer, Google Docs, Corel WordPerfect, Apple Pages in AbiWord.

### Microsoft Excel
Microsoft Excel je program za delo s preglednicami. Prav tako kot Word ima dominanten tržni delež. Na začetku je bil tekmec dominantnemu Lotus 1-2-3, a ga je sčasoma prerasel. Glavni tekmeci excela so LibreOffice Calc, Google Sheets, Corel Quattro Pro in Gnumeric.

### Microsoft Outlook
Microsoft Outlook, je urejevalnik opravil, integriran s koledarjem in odjemalcem elektronske pošte ter knjigo naslovov. Alternativne rešitve za odjemalca elektronske pošte so Mozilla Thunderbird in Eudora, za urejevalnik opravil pa mozilla, Lotus Organizer in Novell Evolution.

### Microsoft PowerPoint
Microsoft PowerPoint je program za izdelavo predstavitev, sestavljenih iz besedil, slik, animacij in ostalih objektov, ki se lahko izpisujejo na ekranu ali se natisnejo na tiskalniku. Alternativne rešitve so LibreOffice Impress, Google Slides in Apple Keynote.

### Microsoft Access
Microsoft Access je program za urejanje zbirk podatkov. Podpira formate programov dBase, Lotus 123 in druge. Uporablja Microsoft Visual Basic for Applications za definicije makrov in programiranje objektov.

### Microsoft Publisher
Microsoft Publisher je program za namizno založništvo. Z njim je mogoče oblikovati brošure, vizitke, časopise in druge publikacije.

### Microsoft OneNote
Microsoft OneNote je program za organiziranje zapiskov. V njem si lahko zapišemo zapiske, vstavimo slike, videoposnetke in druge datoteke ter zvezke zapiskov sinhroniziramo z drugimi napravami.

## Ukinjeni programi

### Microsoft Binder
Microsoft Binder je bil del programskega paketa MS Office 95-2000. V njem je bilo možno več različnih Officejeveih dokumentov shranili v eno datoteko, kar je olajlšalo organiziranje datotek.

### Microsoft PhotoEditor
Microsoft PhotoEditor je bil preprost urejevalnik slik, tudi del paketa MS Office. Nadomestil ga je Microsoft Picture Manager

### Microsoft PhotoDraw
Microsoft PhotoDraw je bil vektorski urejevalnik slik, podobno kot Adobe Illustrator. Izšli sta samo 2 različici. Na voljo sta bili kupcem Premium in Developer (razvijalec) različic Microsoft Officea 2000.

## Različice
- pod Windows 3.0/3.1
  - 1993 - Microsoft Office 4.0
  - 1994 - Microsoft Office 4.2
- pod Windowsom na 32-bitni platformi
  - 1995 - Microsoft Office 95
  - 1997 - Microsoft Office 97
  - 1999 - Microsoft Office 2000
  - 2002 - Microsoft Office XP (2002)
  - 2003 - Microsoft Office 2003
  - 2007 - Microsoft Office 2007
  - 2010 - Microsoft Office 2010
  - 2013 - Microsoft Office 2013
  - 2016 - Microsoft Office 2016
  - 2019 - Microsoft Office 2019
- pod Windowsom na 64-bitni platformi
  - 2010 - Microsoft Office 2010
  - 2013 - Microsoft Office 2013
  - 2016 - Microsoft Office 2016
  - 2019 - Microsoft Office 2019
  - 2021 - Microsoft Office 2021

| Basic   | Home & Student | Standard   | Small Business     | Professional       | Ultimate           | Professional Plus | Enterprise   |
| ------- | -------------- | ---------- | ------------------ | ------------------ | ------------------ | ----------------- | ------------ |
| Word    | Word           | Word       | Word               | Word               | Word               | Word              | Word         |
| Excel   | Excel          | Excel      | Excel              | Excel              | Excel              | Excel             | Excel        |
|         | PowerPoint     | PowerPoint | PowerPoint         | PowerPoint         | PowerPoint         | PowerPoint        | PowerPoint   |
| Outlook |                | Outlook    | Outlook            | Outlook            | Outlook            | Outlook           | Outlook      |
|         |                |            | Accounting Express | Accounting Express | Accounting Express |                   |              |
|         |                |            | Publisher          | Publisher          | Publisher          | Publisher         | Publisher    |
|         |                |            |                    | Access             | Access             | Access            | Access       |
|         |                |            |                    |                    | InfoPath           | InfoPath          | InfoPath     |
|         |                |            |                    |                    | Groove             |                   | Groove       |
|         | OneNote        |            |                    |                    | OneNote            |                   | OneNote      |
|         |                |            |                    |                    |                    | Communicator      | Communicator |